# Statsbanan Hallsberg–Örebro
| Unknown BSicon "LSTR" |

| Station on track |

| Unknown BSicon "hKRZWae" |

| Station on track |

| Unknown BSicon "eHST" |

| Unknown BSicon "eHST" |

| Unknown BSicon "eBHF" |

| Unknown BSicon "eHST" |

| Station on track |

| Unknown BSicon "ABZgl" |

| Unknown BSicon "eHST" |

| Unknown BSicon "ABZg+l" |

| Station on track |

| Unknown BSicon "LSTR" |

| Unknown BSicon "LSTR" |

| Station on track |

| Unknown BSicon "hKRZWae" |

| Station on track |

| Unknown BSicon "eHST" |

| Unknown BSicon "eHST" |

| Unknown BSicon "eBHF" |

| Unknown BSicon "eHST" |

| Station on track |

| Unknown BSicon "ABZgl" |

| Unknown BSicon "eHST" |

| Unknown BSicon "ABZg+l" |

| Station on track |

| Unknown BSicon "LSTR" |

Statsbanan Hallsberg–Örebro började byggas i juni år 1860 och invigdes den 1 augusti år 1862. Den anlades samtidigt som Västra stambanan, och skapade en förbindelse till Köping-Hults Järnväg, vars första del till Ervalla hade invigts redan år 1856.
Den kom senare att tillsammans med Hallsberg–Motala–Mjölby Järnväg (HMMJ) och Statsbanan Krylbo–Örebro att utgöra Stambanan Krylbo–Mjölby. Idag är denna bana en del av Godsstråket genom Bergslagen.

## Bilder

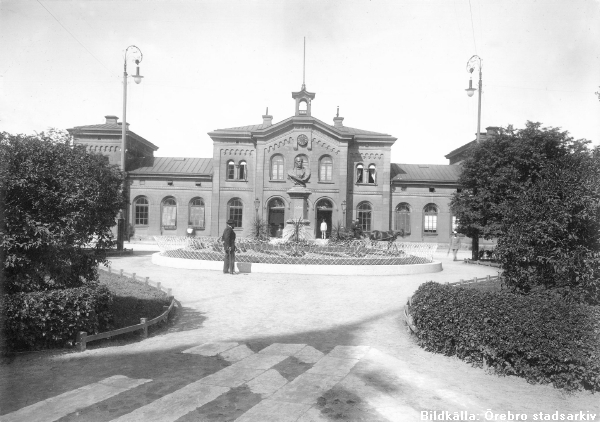
Örebro centralstation år 1903
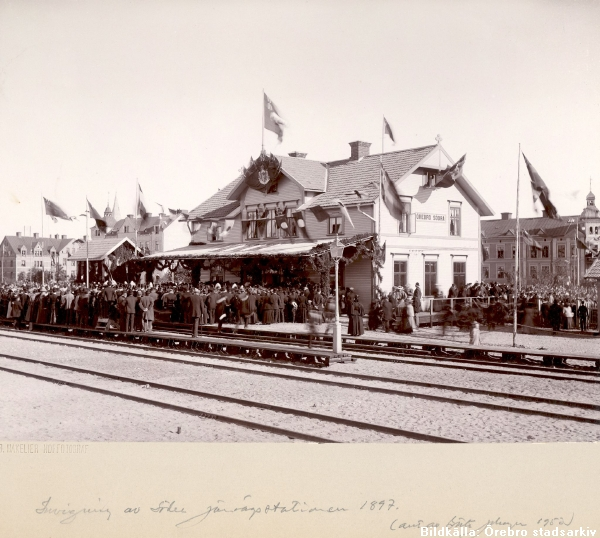
Örebro södra vid invigningen år 1897.
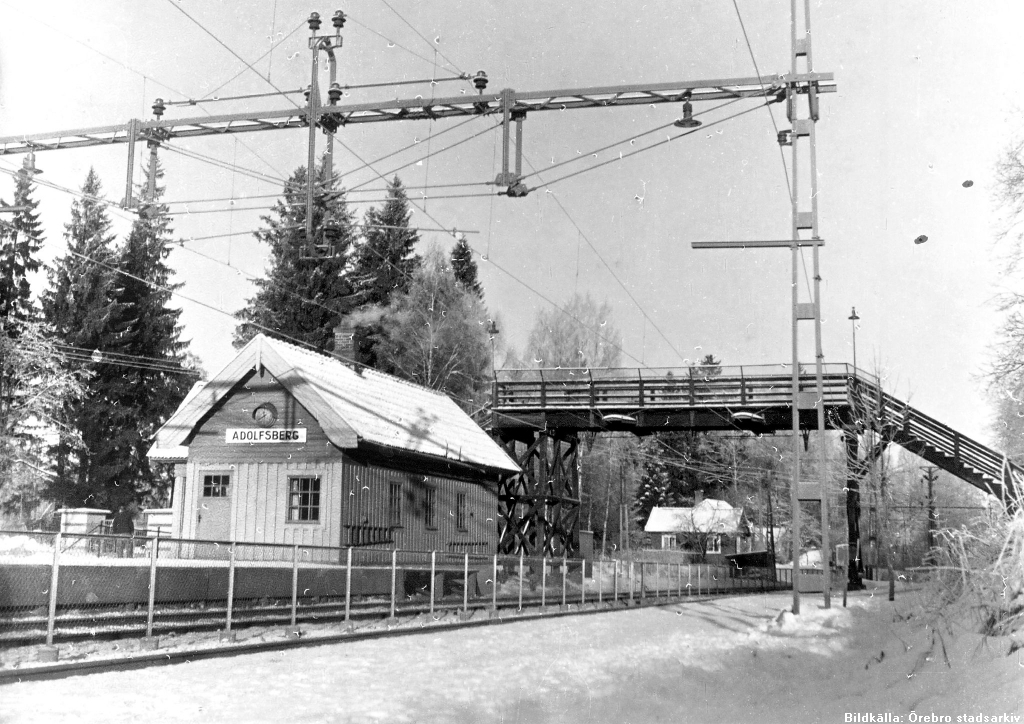
Hållplatsen i Adolfsberg.
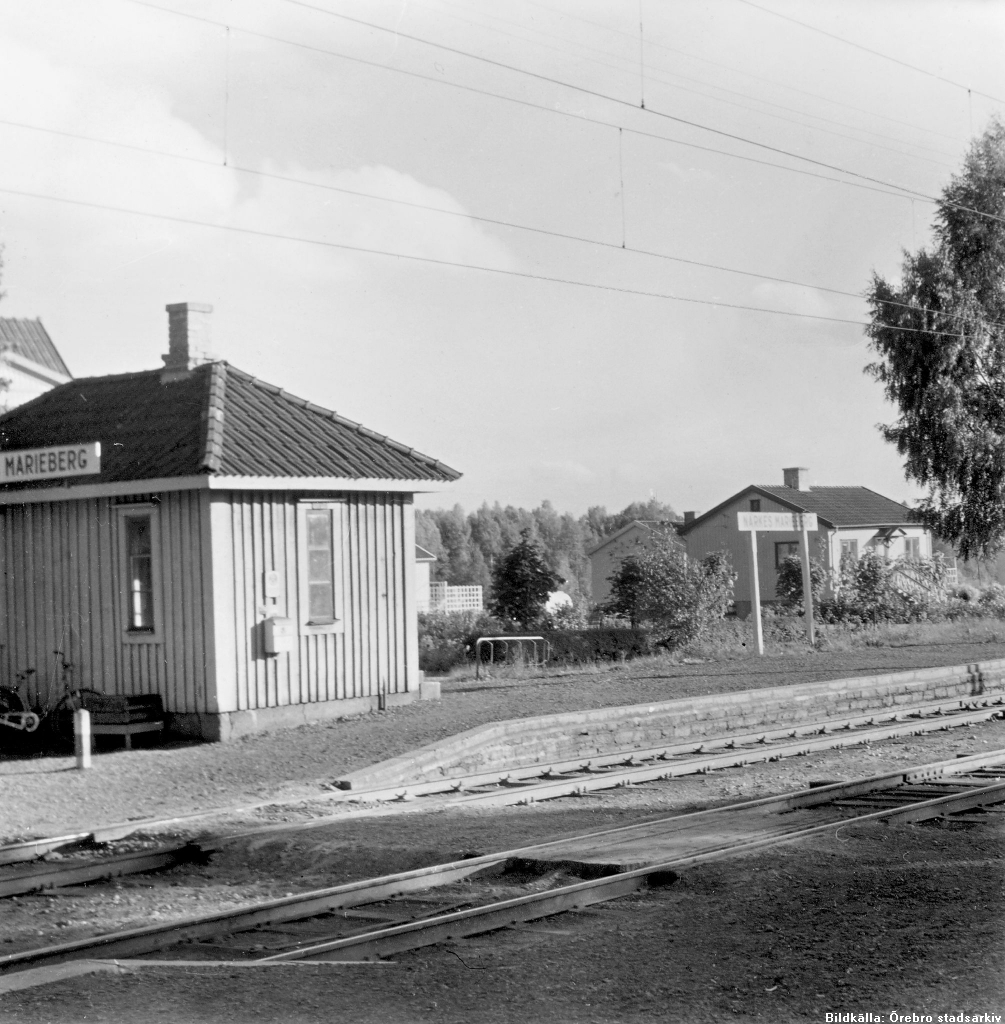
Hållplatsen i Närkes Marieberg.
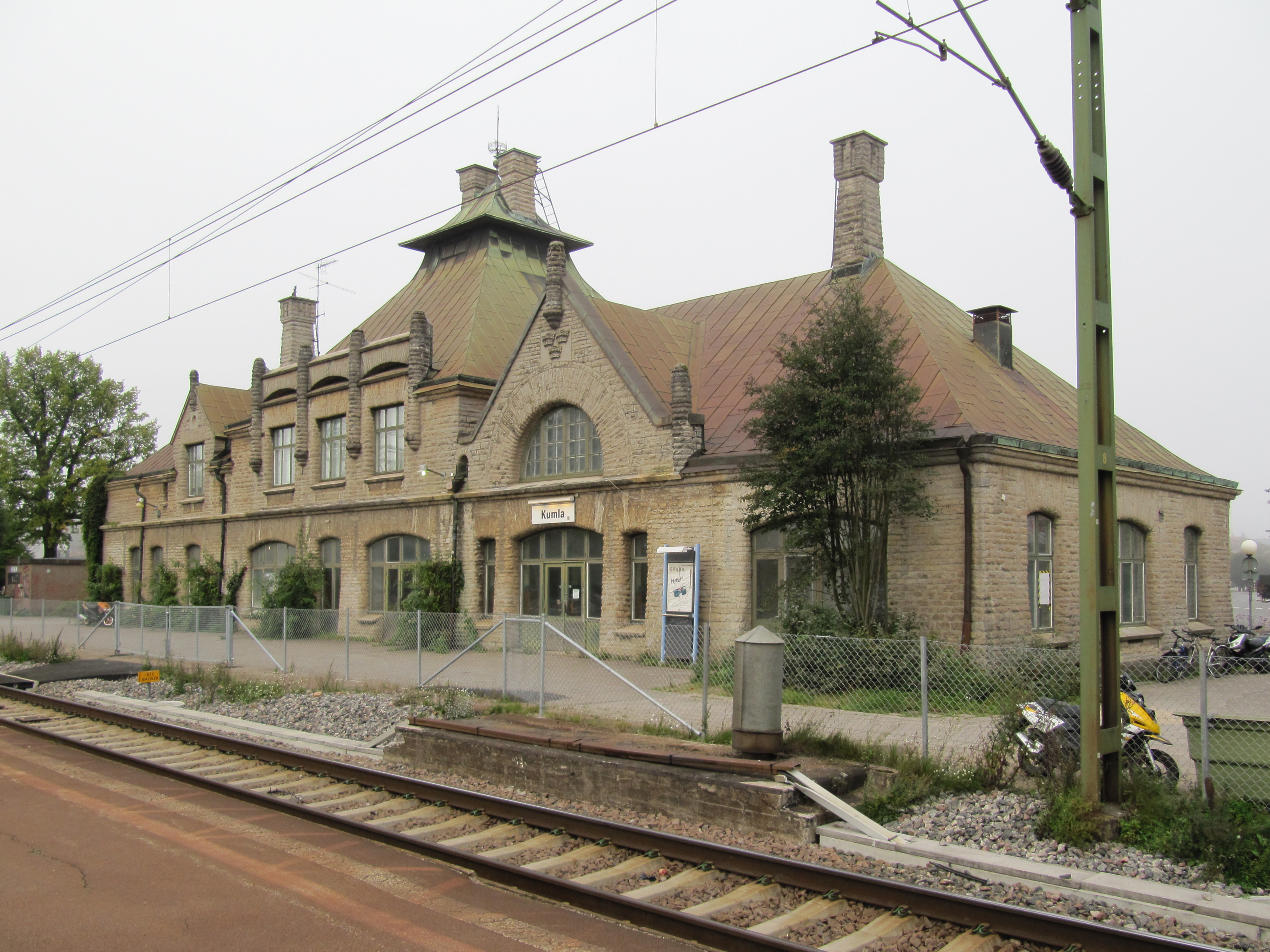
Kumla station.
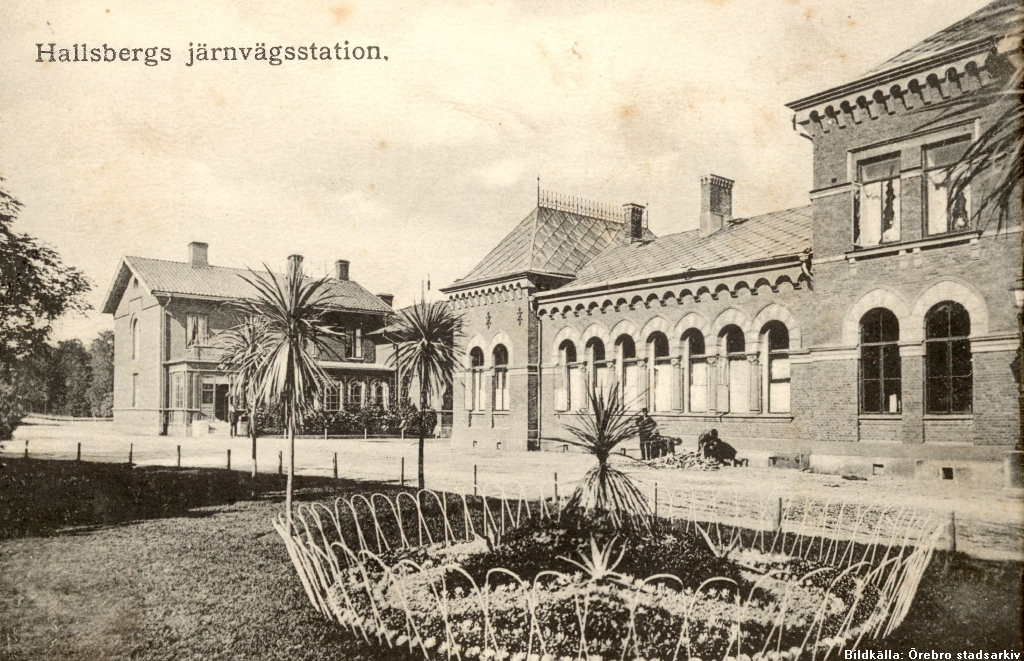
Hallsbergs station på 1920-talet.